# Dödspolare
Dödspolare är en svensk drama- och thrillerfilm från 1985, regisserad av Mats Arehn.

## Handling
Tobbe vaknar efter en blöt kväll. Det ringer på dörren; det är Bertil som kommer för att hämta sin klocka, som han har glömt. Tobbe släpper in honom och de båda konstaterar att kvinnan som ligger i Tobbes soffa inte sover, hon är död. Bertil vill ringa polisen, men det vill inte Tobbe. De båda kommer till slut överens om att göra sig av med liket, vilket visar sig bli svårt.

## Om filmen
Filmen är inspelad på Östermalm och Fåfängan. Den hade premiär den 22 mars 1985.
Dödspolare har visats i SVT 1987 och i september 2021.

## Rollista
- Gösta Ekman – Torbjörn "Tobbe" Skytt
- Sten Ljunggren – Bertil Ugglefors
- Gunnar "Knas" Lindkvist – Tobbes pappa
- Eva Dahlman– död kvinna
- Peter Dalle – inbrottstjuv på vinden
- Rolf Larsson – inbrottstjuv på vinden
- Margareta Pettersson – kvinnan på vinden
- Rolf Börjlind – polis
- Nils Moritz – polis
- Karin Miller – lapplisan
- Ruth Stevens – grannen

## DVD
Filmen gavs ut på DVD 2017.